# طوباس
مدينة طُوبَاس مدينة فلسطينية ومركز محافظة طوباس في الضفة الغربية، تقع إلى الجنوب الشرقي من مدينة جنين على بعد 19 كم وإلى الشمال الشرقي من مدينة نابلس، وتبعد عنها حوالي 25 كم، وتقابل الحدود الأردنية على الضفة الشرقية وتحاذي نهر الأردن.

## التسمية
يعود أصل التسمية «طوباس» إلى بلدة كنعانية قديمة تدعى «تاباص»، وعُرِفَت أيام الرومان باسم «ثيبس»، أما اسم طوباس فقد أطلقه عليها العرب بعد الفتح الإسلامي.

## التاريخ
تقع طوباس حاليًا على انقاض بلدة كنعانية قديمة تدعى تاباص بمعنى ضياء أو بهاء،أما في العهد الروماني ذكرت البلدة باسم ثيبس وكانت تقع على الطريق العام بين جنين ونابلس من الغور.
فتح مدينة طوباس المسلمون العرب وأطلقوا عليها اسمها الحالي. تعرضت البلدة إلى زلزال مدمر عام 1252 هـ.وفي عام 1965 أصبحت طوباس مركزا لقضاء يتبع جنين باسمها في الضفة الغربية.ولمدينة طوباس موقع خاص ومهم فهي التي تربط شمال الضفة الغربية أو جنين بالأحرا بالأردن، وقد ذكر المشير عبد الحكيم عامر في كتاباته عن حرب 1967، قال: عندما سقطت طوباس في أيدي المحتل الأسرائيلي، أدركنا أن الضفة الغربية قد سقطت.

## الجغرافيا
ترتفع مدينة طوباس وهي مركز المحافظة عن سطح البحر حوالي 200 إلى 850 متراً، حيث أنَّ الأغوار الشمالية منخفضة حوالي 200م، فيما أن أعلى المناطق هي جبل اللحف والأحراش وعقابا وحي دكنيا وحي الحاووز. وتبلغ مساحتها 500 كم2، بينما تشكل الأغوار الشمالية ما نسبته 70% من مساحة المحافظة الكاملة. تدخل ضمن حدودها الإدارية مدينة طوباس، والثغرة، وتياسير، وبلدية عقابا، وبلدية طمون، ووادي الفارعة، وبردلة، وكردلة، والعقبة، وعين البيضاء، ومخيم الفارعة، وطلوزة، والعقبة. وتنتشر بالأغوار الشمالية عدة تجمعات بدوية منها المالح، والحديدية، وسمرة، والفارسية، ومكحول، وعين الحلوة، وعاطوف، ويرزة، وإبزيق، وسلحب، البقيعة.
مناخ طوباس حار رطب صيفاً لكثرة المزارع والأشجار، ومعتدل ماطر شتاءً. أما مناطق غورية فحارة أشبه بأجواء الصحراء، لانخفاضها عن مستوى سطح البحر، فيما أنَّ مناطق شفا غورية تشتهر بالتنوع المناخي.

## السكان
يبلغ عدد سكان طوباس حاليا حوالي 21,431 نسمة جميعهم من المسلمين وذلك حسب التعداد العام للسكان 2017 الذي أجراه الجهاز المركزي للإحصاء الفلسطيني.
| السنة      | 1945 | 1961 | 1967 | 1979  | 1997  | 2007  | (تعداد 2017) |
| ---------- | ---- | ---- | ---- | ----- | ----- | ----- | ------------ |
| عدد السكان | 5540 | 5709 | 5300 | 10000 | 12609 | 16154 | 21,431       |

## الاقتصاد

### الزراعة
كان الغالبية العظمى من أهالي محافظة طوباس والأغوار الشمالية يعملون في الزراعة، حيث يملك أهالي المحافظة مساحات واسعة من الأراضي الزراعية، ومن أهم المحاصيل التي زرعت في في المحافظة الخضروات، والبصل، والزيتون، واللوزيات. وقد تطورت طرق الزراعة الآن بحيث زادت إنتاجية الوحدة الزراعية الواحدة إلى أكثر من الضعفين. كذلك عمل السكان في الماضي بتربية الحيوانات من ماعز وأبقار، حيث كانت تباع منتجاتهم الحيوانية في مدينة نابلس بشكل خاص.

### التجارة
كانت التجارة في المحافظة بسيطة وتعتمد على تجارة المواد الأستهلاكية لسكان التجمعات. أما الآن فقد ازدهرت التجارة في المنطقة، خاصو بعد تسميتها كمحافظة عام 2007: حيث توجد الآن تجارة الإلكترونيات والسيارات والمفروشات والأدوات المنزلية والملابس والمواد الاستهلاكية.

### الصناعة
ما زالت الصناعة في محافظة طوباس قليلة، حيث أنها مركزة في مواد البناء والمواد الغذائية، وخصوصاً تصنيع وتعليب المخللات بكافة أنواعها. توجد كذلك بعض الصناعات الخفيفة مثل صناعة الصابون والفخار. وقد افتتح مصنع للمحولات الكهربائية عام 2011، وهناك مصانع للأعشاب الطبية والمخللات في رأس الفارعة وطمون.

## البنية التحتية
تتوفر في محافظة طوباس العديد من وسائل النقل والمواصلات، فهنالك مواصلات إلى نابلس وإلى جنين والأغوار وأريحا ورام الله، وكذلك إلى قرى المحافظة. وما زالت المحافظة تفتقر إلى العديد من خدمات البنية التحتية، نتيجة لمنع السلطات الإسرائيلية من إجراء أي إنشاءات في المنطقة، لا سيما منطقة الأغوار الشمالية التي يُمنَع إيصال الكهرباء والماء والهاتف والطرق والمدارس لسكانها.

### الصحة
تم الإنتهاء من تجهيز مستشفى طوباس التركي الحكومي عام 2012، وباشر بخدماته بعد توريده بالأجهزة الطبية. كما توجد مديرية صحة تقدم جميع خدمات الرعاية الصحية ومنها الطعومات، وتحوي قسماً لصحة البيئة وقسماً للتأمين الصحي ومؤسسة طبيية وقسماً للإحصاء والطب الوقائي الذي يساعد في معالجة الأمراض المعدية والسارية. وقد افتتح قسم الطوارئ والنساء والأطفال بالمستشفى عام 2014.

### الخدمات
تقدم المحافظة جميع الخدمات، إذ توجد بها كافة المؤسسات الرسمية والدوائر الحكومية، إضافة إلى ما تقدمه البلديات وشركة كهرباء منطقة طوباس. كما تتوفر بها 4 بنوك فلسطينية هي: بنك فلسطين والبنك العربي وبنك القدس والبنك الإسلامي.

### التعليم
تأسست مدرسة طوباس للبنين في العهد العثماني عام 1306 هـ وتأسست أول مدرسة فيها للبنات عام 1955 وبلغ عدد طالباتها 40 طالبة.
وبعد النكبة أصبح في القرية مدرستان للبنين واحدة ابتدائية كاملة ضمت 738 طالب والثانية إعدادية وثانوية ضمت 449 طالب.
أما مدرسة البنات فقد بلغ عدد طالبتها 600 طالبة. والآن يوجد في طوباس العديد من المدارس الابتدائية والإعدادية والثانوية للبنين والبنات، كما يوجد في طوباس الآن العديد من رياض الأطفال والمراكز الثقافية والرياضية. كما يوجد فيها جامعة القدس المفتوحة، وتم بناء مركز طوباس الثقافي الذي سيحدث نقلة نوعية في المجال الثقافي والتعليمي. وحصلت نهضة نوعية في بناء المدارس بالمحافظة حيث ارتفع عدد مدراس المحافظة بشكل ملحوظ بالسنوات اللأخيرة لتغطي كافة الاحتياجات باستثناء مناطق الاغوار الشمالية البلدوية التي يمنع الاحتلال إنشاء أي بناء فيها.

## معالم المدينة
يوجد في محافظة طوباس العديد من البقاع الأثرية ومن أهمها:
1- خربة يرزا: تقع شرق طوباس قرب وادي المالح بها آثار مدينة قديمة تعود إلى العهد الكنعاني وكهوف بها قبور بداخلها نحتت بالصخر. تشتهر بشجر الخروب والسريس.إضافة إلى اراضي زراعية لاهالي طوباس.
2- تل الردغة: وهو عبارة عن تل أنقاض وآثار جدران مبنية بالحجارة وبقايا معاصر من البازلت وإلى الغرب مقبرة رومانية وبوابة مبنية بالحجارة، وأساسات حجارة بناء بقرب العين.
3- خربة جباريس: ترتفع 300 م عن سطح البحر بها جدران أبراج متهدمة وأساسات وأعمدة وأرض مرصوفة بالفسيسفاء وناووس مكسور وعتبات أبواب عليا ومدافن منقورة في الصخر.
4- سلحب: تقع في شمال طوباس وللشرق من عقابه، ترتفع 400 م عن سطح البحر. وخربة كشدة، وتقع في جنوب طوباس وتحتوي على أنقاض أبنية وتل الحمة وهو عبارة عن تل أنقاض به آثار جدران ومدافن منقورة في الصخر. كانت تقوم على هذا التل قرية حمات الكنعانية.
5- خربة الغرور: فيها بقايا حظيرة مستطيلة وبرج ومدافن وصهاريج وأساسات وطريق رومانية وفي جنوبها الشرق تقع مخاضة أبو سدرة.
6- خربة عينون: لعلها تحريف لـ عين نونا، وهو اسم سرياني بمعنى عين السمكة، ترتفع 439 م، عن سطح البحر. وتحتوي على أنقاض قرية وجدارن عقود ومقام وصهاريج وأحواض سلالم وصخور منحوتة ونقر في الصخور.
7 - خربة ام القباء: فيها بيوت قديمة ومغاير وكانت مليئة بالسكان حتي بداية السبعينات من هذا القرن، وقد عمل سكانها بالزراعة والرعي.
8 - خربة الموبرة الغربية: وهي قريبة من خربة ام القباء وفيها بيوت قديمة ومغاير وابار مياه وأشجار وقد تم هدمها من قبل السلطات الإسرائيلية بفعل المناورات العسكرية مما أدى إلى رحيل سكانها إلى مدينة طوباس بسبب خطر المناورات العسكرية وحرق مزروعاتهم باستمرار وتجريف الأراضي، وقد عمل سكانها في الزراعة.وهي محاذية لمنطقة سمرة ولا تبعد عن نهر الأردن أكثر من 7 - 8 كيلومتر.

## الاستيطان
تبلغ مساحة المحافظة الكلية 366 كم2، ومجموع مساحة المناطق العمرانية الفلسطينية يبلغ 6604 دونمات، وعدد السكان يبلغ 49615 نسمة. وحول جدار الفصل فقد اتضح أن طوله القائم يبلغ 6717م ومساحة المناطق التي عزلها تبلغ 1958 دونماً، أما عدد المستوطنات والبؤر الإستيطانية فيبلغ عشر مستوطنات، تحتل مساحة 7518 دونماً ويقطنها أكثر من ألفي مستوطن، فيما تبلغ مساحة القواعد العسكرية 14359 دونماً.
محافظة طوباس منطقة إستراتيجية هامة، تشكل مع منطقة أريحا، غور فلسطين، الذي يمتاز بجودة أرضه، ووفره مياهه، وصلاحيته لزراعة الكثير من المزروعات. وكانت المنطقة هدفاً للاحتلال والإستيطان الإسرائيلي منذ احتلال الضفة الغربية، فقد تم بناء مجموعة كبيرة من المستوطنات ومعسكرات تدريب الجيش، أتت على أكثر من نصف مساحة المحافظة، خاصة بعد القرار الأخير بفصل وعزل منطقة الأغوار.
وهذا يندرج تحت سياسة ممنهجة للاحتلال لإفراغ هذه المنطقة من سكانها، واعتبارها منطقة عسكرية مغلقة، مقدمة لمخطط ضم الأغوار، باعتبارها خط الدفاع الشرقي للاحتلال الإسرائيلي، والعمل على تهويد هذه المنطقة من خلال المشاريع الاستيطانية، التي بدأت مع احتلال الضفة الغربية 1967م، وتبلور إجماع لدى قادة إسرائيل -على اختلاف توجهاتهم- بضم القدس والأغوار، خاصة ما عرف بمشروع (ألون)، الذي بدأت إسرائيل بتنفيذه أواخر الستينات ببناء مجموعة كبيرة من المستوطنات على طول نهر الأردن، وصلت الآن إلى 35 مستوطنة يعيش فيها 7500 مستوطن، منها 11 مستوطنة وثمانية معسكرات لتدريب الجيش على أراضي طوباس، هذا عدا الحواجز المنتشرة على مداخل المحافظة، مثل: (الحمرة، تياسير، الباذان)، ومخطط الجدار الشرقي الذي يأتي على نصف مساحة المحافظة الشرقي عدا عن المساحة المحصورة بين السياج المقام الذي أقامته سلطات الاحتلال، وتعتبر هذه المنطقة سلة الغذاء الفلسطينية، وتقدر مساحتها 1600كم، وهذه الأراضي تتوزع بين ملكيات خاصة، وحكومية، وحرجية، ومراعٍ.
ومع تعدد أشكال السيطرة الاستيطانية على منطقة الأغوار، فإن الأساليب تعددت أيضًا، وذلك؛ بهدف السيطرة على هذه المنطقة الاستراتيجية؛ كونها تقع بمحاذاة نهر الأردن والسفوح الشرقية للضفة الغربية، بالإضافة إلى اعتبارها الاحتياطي الاستراتيجي للمشروع الوطني الفلسطيني، من المخزون المائي الأرضي والزراعي.
تم تأسيس أول مستوطنتين عام 1969م وهما: محولا، ومسواة، وجميع المستوطنات التي تقع على أراضي طوباس والأغوار ذات طابع عسكري وزراعي، وهي: (أرجمان، بترنوت شيلا، ميحولا، روعي، بقعوت، حمدات، شدموت ميحولا، روتم، تومر، بلاس، مسجوت) وتتوزع هذه المستوطنات من الشمال إلى الجنوب على محورين:
1. مجموعة مستعمرات تمتد مع امتداد وادي الأردن، بحيث تشكل الخط الأول، ابتداء من مستوطنة شداموت محولا شمالاً، حتى أرجمان عند مرج نعجة جنوباً.
2. محور يمتد على السفوح الشفا غورية، ابتداء من مستوطنة محولا، حتى بقعوت. وتشكل هذه المستوطنة سلسلة متواصلة بعمق (15-20) كم عن نهر الأردن، ضمن مشروع ألون الاستيطاني، والذي يهدف إلى السيطرة الأمنية والاقتصادية الدائمة على طول منطقة الحدود مع نهر الأردن؛ لما لهذه المنطقة من أهمية أمنية، حيث كانت المدخل الرئيسي للفدائيين الفلسطينيين من شرق الأردن إلى فلسطين، إبان العمل الفدائي في الأردن.
ويوجد العديد من الحواجز في طوباس منها حاجز الحمرا، حاجز تياسير، حاجز يتاف، حاجز معالي فرايم، حاجز مثلث بردلة، حاجز بيسان العسكري.